# سلطان بن زايد بن خليفة آل نهيان
سلطان بن زايد بن خليفة آل نهيان (1881 - 4 أغسطس 1926م)، هو الحاكم العاشر لإمارة أبوظبي. تولى الحكم من (1922- 1926) خلفا لأخيه الشيخ حمدان بن زايد بن خليفة آل نهيان.

## حياته
استلم مقاليد الحكم في المشيخة بعد مقتل الشيخ حمدان بن زايد بن خليفة آل نهيان كان معارضاً للتوسع السعودي في أراضي أبوظبي وقيامهم بجباية الزكاة من بعض القبائل في صحراء أبوظبي الغربية. وشهد عهد حكمه تحوّلا كبيرا في إمارة أبوظبي. وبدأت معالم الدولة الحديثة وكان على قدر كبير من الشجاعة. وكان الشيخ سلطان يهتم بصيد اللؤلؤ ويعتبر تاجراً كبيراً في هذه الصناعة. وقد ثأر منه أخوه الأصغر الشيخ صقر بن زايد آل نهيان بعد مقتل الشيخ حمدان. وقد دعاه إلى العشاء في ليلة الرابع من أغسطس 1926 إلى قصره وعندما أتى الشيخ صقر بن زايد آل نهيان إلى القصر أطلق النار على الشيخ سلطان بن زايد بن خليفة آل نهيّان وأرداه قتيلا وقد أرسل أبنائه وعائلته قبيل وفاته إلى المصيف الخاص له في مدينة العين وبقي معه إبنه الشيخ خالد بن سلطان آل نهيان الذي تعرّض لإصابات بليغة إثر الحادثة التي أدّى إلى مقتل والده ولجأ إلى أخواله من قبيلة القبيسات ليشفى من جراحه. 
بعد وفاة الشيخ سلطان بن زايد تنقل ولديه شخبوط وهزاع في المنطقة خوفاً من عمهم الشيخ صقر بن زايد الذي كان يريد قتلهما حتى لا تقوى شوكتهما ويزيحونه عن الحكم.

## حياته الخاصة

### نسبه
سلطان بن زايد بن خليفة بن شخبوط بن ذياب بن عيسى بن نهيان آل نهيان.

### عائلته
تزوج الشيخ سلطان بن زايد بن خليفة آل نهيان من الشيخة سلامة بنت بطي بن خادم بن نهيمان القبيسي ولديه من الأبناء:
- شخبوط بن سلطان آل نهيان، (الابن البكر للشيخ سلطان والحاكم الثاني عشر لإمارة أبوظبي).
- هزاع بن سلطان آل نهيان.
- خالد بن سلطان آل نهيان.
- زايد بن سلطان آل نهيان. (أول رئيس لدولة الإمارات العربية المتحدة بعد قيام الاتحاد عام 1971).
- مريم بنت سلطان آل نهيان.

## أعماله الأدبية
قصيدة إلا السلام